# Beringen
Beringen é uma comuna da Suíça, no Cantão Schaffhausen, com cerca de 3.407 habitantes. Estende-se por uma área de 14,19 km², de densidade populacional de 218 hab/km². Confina com as seguintes comunas: Guntmadingen, Hemmental, Löhningen, Neuhausen am Rheinfall, Sciaffusa (Schaffhausen), Siblingen.
A língua oficial nesta comuna é o Alemão.